# Jean Dausset
Jean Baptiste Gabriel Joachim Dausset (Toulouse, 19 oktober 1916 – Palma de Mallorca, 6 juni 2009) was een Frans immunoloog. In 1980 won hij samen met Baruj Benacerraf en George Davis Snell de Nobelprijs voor Fysiologie of Geneeskunde voor hun ontdekking en karakterisering van de 'major histocompatibility complex'-genen.

## Biografie
Dausset was de zoon van de arts Henri Dausset en Elizabeth Brulland. Tijdens de Eerste Wereldoorlog stuurde zijn vader, kapitein in het leger, zijn moeder en de drie eerste kinderen naar Toulouse waar Jean op 19 oktober werd geboren. Hij groeide op in Biarritz en vanaf zijn elfde in Parijs. Hij behaalde zijn bachelordiploma aan het Lycée Michelet, waarna hij eind 1930 ging studeren aan de Universiteit van Parijs. Maar voordat hij zijn studie kon afronden werd hij voorafgaand aan de Tweede Wereldoorlog onder de wapenen geroepen.
Na de Duitse invasie van Frankrijk vluchtte hij naar Noord-Afrika waar hij zich aansloot bij de Vrije Franse Strijdkrachten. Voordat hij vertrok gaf hij zijn identiteitspapieren aan een Joodse collega bij het Pasteur-instituut om hem te helpen te voorkomen dat hij door de Nazi's vervolgd zou worden. Hij nam deel aan de bevrijding van Frankrijk in 1944 en verliet het leger in 1945 als tweede luitenant. Aansluitend rondde hij alsnog zijn studie medicijnen af met een mastergraad.
In 1946 werd hij benoemd tot laboratoriumdirecteur van het Frans nationaal centrum voor bloedtransfusie, een positie die hij tot 1958 behield. Aansluitend was hij verbonden aan de Faculté de médecine de Paris. In 1963 huwde hij Rosita López, met wie hij twee kinderen kreeg, Henri en Irène. Naast zijn administratieve taken deed hij studie naar bloedtransfusies en begeleidde hij het onderzoek dat leidde tot de ontdekking van een antigeen in witte bloedcellen bij bepaalde personen. 

## Onderzoek
Dausset ontdekte in 1952 dat witte bloedcellen drager zijn van kernmerken die bij ontvangers van bloedtransfusie een afweerreactie kunnen oproepen. Verder onderzoek suggereerde dat deze en andere recent gevonden antigenen onderdeel zijn van het menselijke MHC (major histocompatibility complex), een set van gelinkte genen. Dausset noemde deze groep moleculen humaan leukocytenantigeen (HLA). Met HLA kan worden bepaald of het donorweefsel verenigbaar is met de ontvanger van een orgaan. Dausset formuleerde ook de hypothese dat de genen die coderen voor HLA-types dicht bij elkaar liggen op hetzelfde chromosoon zijn gelegen, wat door later onderzoek werd bevestigd. In 1958 stelde hij dat er leukocytgroepen bestaan die een rol spelen bij het al dan niet slagen van weefseltransplantatie. Op basis van onderzoek bij een grote groep vrijwillegers vond hij de bevestiging hiervan. 
In 1963 werd Jean Dausset afdelingshoofd immunologie aan het Hôpital Saint-Louis. Daarnaast bekleedde Dausset een aantal onderwijs- en onderzoekbetrekkingen, waaronder hoofd biologie bij het Parijse Generale Hospitaal Systeem, voorzitter van de Faculté de médecine de Paris, hoogleraar aan het Collège de France en onderzoeksdirecteur bij het Frans Nationaal Instituut van Gezondheid en Medisch Onderzoek.
Met zijn Nobelprijs en steun van de Franse televisie, kon Dausset in 1984 het Centre d'Etude du Polymorphisme Humain (CEPH) oprichten, welke in 1993 overging in de Foundation Jean Dausset-CEPH. Doel van het CEPH was het in kaart brengen van het menselijke genoom. In 2003 trad hij terug als president van deze stichting.
Dausset overleed op 92-jarige leeftijd te Palma de Majorca waar hij sinds enkele jaren leefde. George Davis Snell was 13 jaar eerder overleden, eveneens op 6 juni.
1901: Behring · 
1902: Ross · 
1903: Finsen · 
1904: Pavlov · 
1905: Koch · 
1906: Golgi, Ramón y Cajal · 
1907: Laveran · 
1908: Mechnikov, Ehrlich · 
1909: Kocher · 
1910: Kossel · 
1911: Gullstrand · 
1912: Carrel · 
1913: Richet ·
1914: Bárány · 
1919: Bordet · 
1920: Krogh · 
1922: Hill, Meyerhof · 
1923: Banting, Macleod · 
1924: Einthoven ·
1926: Fibiger · 
1927: Wagner-Jauregg · 
1928: Nicolle · 
1929: Eijkman, Hopkins · 
1930: Landsteiner · 
1931: Warburg · 
1932: Sherrington, Adrian · 
1933: Morgan · 
1934: Whipple, Minot, Murphy · 
1935: Spemann · 
1936: Dale, Loewi · 
1937: Szent-Györgyi · 
1938: Heymans · 
1939: Domagk · 
1943: Dam, Doisy · 
1944: Erlanger, Gasser · 
1945: Fleming, Chain, Florey · 
1946: Muller · 
1947: C. Cori, G. Cori, Houssay · 
1948: Müller · 
1949: Hess, Moniz · 
1950: Kendall, Reichstein, Hench · 
1951: Theiler · 
1952: Waksman · 
1953: Krebs,Lipmann ·
1954: Enders, Weller, Robbins · 
1955: Theorell · 
1956: Cournand, Forssmann, Richards · 
1957: Bovet · 
1958: Beadle, Tatum, Lederberg · 
1959: Ochoa, Kornberg · 
1960: Burnet, Medawar · 
1961: Békésy · 
1962: Crick, Watson, Wilkins · 
1963: Eccles, Hodgkin, Huxley · 
1964: Bloch, Lynen · 
1965: Jacob, Lwoff, Monod · 
1966: Rous, Huggins · 
1967: Granit, Hartline, Wald · 
1968: Holley, Khorana, Nirenberg · 
1969: Delbrück, Hershey, Luria · 
1970: Katz, Euler, Axelrod · 
1971: Sutherland · 
1972: Edelman, Porter · 
1973: Frisch, Lorenz, Tinbergen · 
1974: Claude, De Duve, Palade · 
1975: Baltimore, Dulbecco, Temin ·
1976: Blumberg, Gajdusek · 
1977: Guillemin, Schally, Yalow · 
1978: Arber, Nathans, Smith · 
1979: Cormack, Hounsfield · 
1980: Benacerraf, Dausset, Snell · 
1981: Sperry, Hubel, Wiesel · 
1982: Bergström, Samuelsson, Vane · 
1983: McClintock · 
1984: Jerne, Köhler, Milstein · 
1985: Brown, Goldstein · 
1986: Cohen, Levi-Montalcini · 
1987: Tonegawa · 
1988: Black, Elion, Hitchings · 
1989: Bishop, Varmus · 
1990: Murray, Thomas · 
1991: Neher, Sakmann · 
1992: Fischer, Krebs · 
1993: Roberts, Sharp · 
1994: Gilman, Rodbell · 
1995: Lewis, Nüsslein-Volhard, Wieschaus · 
1996: Doherty, Zinkernagel · 
1997: Prusiner · 
1998: Furchgott, Ignarro, Murad · 
1999: Blobel · 
2000: Carlsson, Greengard, Kandel ·
2001: Hartwell, Hunt, Nurse · 
2002: Brenner, Horvitz, Sulston · 
2003: Lauterbur, Mansfield · 
2004: Axel, Buck · 
2005: Marshall, Warren ·
2006: Fire, Mello ·
2007: Capecchi, Smithies, Evans ·
2008: Zur Hausen, Barré–Sinoussi, Montagnier ·
2009: Blackburn, Greider, Szostak ·
2010: Edwards ·
2011: Beutler, Hoffmann, Steinman ·
2012: Gurdon, Yamanaka ·
2013: Rothman, Schekman, Südhof ·
2014: O'Keefe, Moser, Moser ·
2015: Campbell, Omura, Tu ·
2016: Osumi ·
2017: Hall, Rosbash, Young ·
2018: Allison, Honjo ·
2019: Kaelin, Ratcliffe, Semenza ·
2020: Alter, Houghton, Rice ·
2021: Julius, Patapoutian ·
2022: Pääbo ·
2023: Karikó, Weissman ·
2024: Ambros, Ruvkun